# Kemps Mill
Kemps Mill – jednostka osadnicza w Stanach Zjednoczonych, w stanie Maryland, w hrabstwie Washington.